# Tanah Enam Ratus
Tanah Enam Ratus is een bestuurslaag in het regentschap Medan van de provincie Noord-Sumatra, Indonesië. Tanah Enam Ratus telt 28.517 inwoners (volkstelling 2010).